# Bambi-díj
A Bambi-díj a német Bild und Funk tv-magazin által évenként kiosztott televíziós és média-díj. 1948-ban alapították; az első díjazottak Jean Marais és Rökk Marika voltak. Állítólag Rökk kislánya nevezte el az „őzet” ábrázoló díjat Bambinak, Felix Salten mesekönyvének címszereplője alapján. A díj eredetileg porcelánból készült fehérfarkú szarvasbika-borjú volt, 1958 óta aranyból készül. A díjat a legtöbb alkalommal Heinz Rühmann (12), Peter Alexander és O. W. Fischer (10), Sophia Loren és Maria Schell (8) kapták meg.

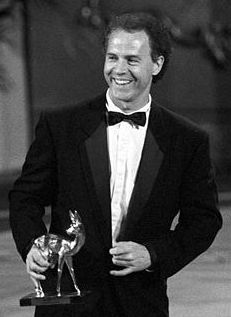
Franz Beckenbauer a Bambi-díjjal

## Díjazottak
| Ábécé szerinti tartalomjegyzék                                                                           |
| --- |
| A, Á B C Cs D Dz Dzs E, É F G Gy H I, Í J K L Ly M N Ny O, Ó Ö, Ő P Q R S Sz T Ty U, Ú Ü, Ű V W X Y Z Zs |

### A
- Elke Aberle (1965)
- Bryan Adams (1998)
- Isabelle Adjani (1978)
- Mario Adorf (1978, 2006, 2016)
- Yasmin Aga Khan hercegnő(1986)
- Frieder Alberth (2004)
- Rolf Aldag (1997)
- Peter Alexander (1970, 1971, 1972, 1973, 1974, 1977, 1978, 1987, 1990, 1996)
- Muhammad Ali (2003)
- Franziska van Almsick (1992, 2002)
- Dr. Franz Alt (1978)
- Anastacia (2002)
- Peter Angerer (1984)
- Mario von Appen (1992)
- ARD-Ratgeber-Redaktionen (1973)
- Giorgio Armani (1998)
- Beatrice Arthur (1992)
- Augsburgi kutyás mentőcsapat (1999)
- Jean Christoph Averty (1969)

| Ábécé szerinti tartalomjegyzék                                                                           |
| --- |
| A, Á B C Cs D Dz Dzs E, É F G Gy H I, Í J K L Ly M N Ny O, Ó Ö, Ő P Q R S Sz T Ty U, Ú Ü, Ű V W X Y Z Zs |

### B
- Karin Baal (1961)
- Baccara (1978)
- Patrick Bach (1982, 1994)
- Gil Bachrach (1992)
- Hugo Egon Balder (1994)
- Klaus Balkenhol (1992)
- Eliška Balzerová (1982)
- Brigitte Bardot (1967)
- Lex Barker (1966, 1967)
- Uwe Barschel (1986)
- Cecilia Bartoli (2002)
- Gabi Bauer (1998)
- Wolfgang Baumeister (1999)
- Felix Baumgartner (2012)
- Pina Bausch (1998)
- Gustl Bayrhammer (1990)
- Peter Beauvais (1968)
- Franz Beckenbauer (1986, 1990, 1995, 2000)
- Andreas Becker (1992)
- Boris Becker (1985)
- Victoria Beckham (2013)
- Bee Gees (1997)
- Ludger Beerbaum (1992)
- Shari Belafonte (1985)
- Helmuth Bendt (1976)
- Benjamin Benedict (2014)
- Fita Benkhoff (1967)
- Iris Berben (1990, 2002)
- Andrea Berg (2013)
- Quirin Berg (2015)
- Senta Berger (1968, 1990, 1999)
- Dagmar Berghoff (1980, 1990)
- Ingmar Bergman (1977)
- Ingrid Bergman (1951, 1952, 1953, 1954)
- Leonard Bernstein (1986)
- Halle Berry (2002)
- Alfred Biolek (1994)
- Willy Birgel (1960)
- Hans Christian Blech (1979)
- Dan Blocker (1969)
- Kay Bluhm (1992)
- Andrea Bocelli (1997)
- Andreas Bourani (2015)
- Karlheinz Böhm (1984, 1990)
- Udo Bölts (1997)
- Willy Bogner (1985)
- Dieter Bohlen (2003)
- Radost Bokel (1986)
- Peter Bond (1991)
- Wigald Boning (1994, 1995)
- Kathrin Boron (1992)
- Elmar Borrmann (1992)
- Dieter Borsche (1951, 1952)
- Klaus Maria Brandauer (1983, 2003)
- Rolf ´Bobby` Brederlow (1999)
- Heinrich Breloer (1997)
- Pierre Brice (1964, 1967, 1968, 1987, 1990)
- Bro'Sis (2002)
- Daniel Brühl (2003)
- Ignatz Bubis (1994)
- Detlev Buck (1996)
- Horst Buchholz (1956, 1957)
- Vicco von Bülow (1988, 1993)
- Maik Bullmann (1992)
- Sandra Bullock (2000)
- Chris de Burgh (1989)
- Richard Burton (1968)
- Istvan Bury (1992)
- Jochen Busse (1998)

| Ábécé szerinti tartalomjegyzék                                                                           |
| --- |
| A, Á B C Cs D Dz Dzs E, É F G Gy H I, Í J K L Ly M N Ny O, Ó Ö, Ő P Q R S Sz T Ty U, Ú Ü, Ű V W X Y Z Zs |

### C
- Montserrat Caballé (1998)
- Rudi Carrell (1975, 1979, 1980, 1998)
- José Carreras (1993)
- Laetitia Casta (1999)
- Yvonne Catterfeld (2003, 2015)
- Bülent Ceylan (2016)
- Ilona Christen (1990)
- Sabine Christiansen (1990, 2001)
- Christo és Jeanne-Claude (1995)
- Bill Clinton (2005)
- Cirque du Soleil (1997)
- Paulo Coelho (2001)
- Henriette Confurius (2015)
- Sean Connery (1985)
- William Conrad (1975)
- David Copperfield (1993)
- Jacques-Yves Cousteau (1970, 1992)
- Michael Cretu (1994)
- Linda Cristal (1970)
- Cro (2012)
- Tom Cruise (2008)
- Tony Curtis (1958, 1973)
- Miley Cyrus (2013)
- Sybille Czichon (1998)

| Ábécé szerinti tartalomjegyzék                                                                           |
| --- |
| A, Á B C Cs D Dz Dzs E, É F G Gy H I, Í J K L Ly M N Ny O, Ó Ö, Ő P Q R S Sz T Ty U, Ú Ü, Ű V W X Y Z Zs |

### D
- Lil Dagover (1964)
- Dido (2003)
- Dirk Dankert tengerész (1997)
- Henry Darrow (1970)
- Alain Delon (1987)
- Catherine Deneuve (1976, 2001)
- "Der 7. Sinn"-Redaktion, ARD (1972)
- Der Untergang (2004)
- Maruschka Detmers (1985)
- Barbara Dickmann (1981)
- Helmut Dietl (1987, 1992, 2014)
- Céline Dion (1996, 1999, 2012)
- "Direkt" – Youth magazine editors ZDF (1979)
- Hoimar von Ditfurth (1972)
- Bernd Dittert (1992)
- Olli Dittrich (1994, 1995)
- Zoran Đinđić (2000)
- Saba Douglas-Hamilton (2016)
- Doris Dörrie (1986)
- Plácido Domingo (1985)
- Michael Douglas (1976)
- Heike Drechsler (1998)
- Dschinghis Khan (1980)
- Patrick Duffy (1987)

| Ábécé szerinti tartalomjegyzék                                                                           |
| --- |
| A, Á B C Cs D Dz Dzs E, É F G Gy H I, Í J K L Ly M N Ny O, Ó Ö, Ő P Q R S Sz T Ty U, Ú Ü, Ű V W X Y Z Zs |

### E
- Echt (2000)
- Dr. Bernhard Ehlen atya (1998)
- Bernd Eichinger (1984, 1986)
- Hannelore Elsner (2002)
- Frank Elstner (1981)
- Gunther Emmerlich (1990)
- Erika Engelbrecht of "Mosaik" (1974)
- Anke Engelke (1999)
- Hartmut Engler (2015)
- Leif Erickson (1970)
- Prof. August Everding (1988)

| Ábécé szerinti tartalomjegyzék                                                                           |
| --- |
| A, Á B C Cs D Dz Dzs E, É F G Gy H I, Í J K L Ly M N Ny O, Ó Ö, Ő P Q R S Sz T Ty U, Ú Ü, Ű V W X Y Z Zs |

### F
- Falco (1986)
- Peter Falk (1976, 1993)
- Harold Faltermeier (1987)
- Verona Feldbusch (2001)
- Robert Felisiak (1992)
- Paola és Kurt Felix (1990, 2003)
- Hansjörg Felmy (1958, 1959, 1977)
- Ferenc pápa (2016)
- Veronica Ferres (1992)
- Herbert Feuerstein (1994)
- Jens Fiedler (1992)
- Eva Finger (1999)
- Carsten Fischer (1992)
- Helene Fischer (2013, 2014)
- Helmut Fischer (1987, 1990)
- O. W. Fischer (1953, 1954, 1955, 1958, 1992 1959, 1960, 1961, 1987, 1990)
- Christoph Fisser (1992)
- Elisabeth Flickenschildt (1967)
- Jürgen Fliege (1996)
- Errol Flynn (1951)
- Ulrike Folkerts (2002)
- Fool's Garden (1996)
- Harrison Ford (1997)
- Rudolf Forster (1963)
- Prof. Justus Frantz (1986)
- Heinz-Harald Frentzen (1999)
- Amelie Fried (1998)
- Volker Fried (1992)
- Loni von Friedl (1962)
- Hanns Joachim Friedrichs (1991)
- Thornas Fritsch (1963)
- Willy Fritsch (1965)
- Gert Fröbe (1967, 1968)
- Jan Frodeno (2015)
- Lance Coporal Marco Frost (1997)
- Joachim Fuchsberger (1970, 1982, 2012)
- Guido Fulst (1992)
- Francis Fulton-Smith (2014)
- Football-winners of Mexico (1986)

| Ábécé szerinti tartalomjegyzék                                                                           |
| --- |
| A, Á B C Cs D Dz Dzs E, É F G Gy H I, Í J K L Ly M N Ny O, Ó Ö, Ő P Q R S Sz T Ty U, Ú Ü, Ű V W X Y Z Zs |

### G
- Andreas Gabalier (2012)
- Dr. Robert Gale (1986)
- Bruno Ganz (2004)
- James Garner (1977)
- David Garrett (2013)
- Rea Garvey (2015)
- Bill Gates (2013)
- Melinda Gates (2013)
- Jean-Paul Gaultier (1999)
- Hans-Dietrich Genscher (1977)
- Götz George (1962, 1984, 1992)
- Heino Gerch (2003)
- Peter Gerlach (1981)
- Petra Gerster (1999)
- Rudolph Giuliani (2001)
- Uschi Glas (1969, 1990)
- Reinhard Glemnitz (1970, 1971, 1972)
- Michael Glöckner (1992)
- Jean-Luc Godard (1968)
- Thomas Gottschalk (1983, 1984, 1987, 2001)
- Steffi Graf (1986, 1987)
- Sascha Grammel (2013)
- Ariana Grande (2014)
- Stewart Granger (1949, 1950)
- Linda Gray (1982)
- Macy Gray (2001)
- Lorne Greene (1969)
- Helmut Griem (1961, 1976)
- Johannes Gross (1983)
- Manfred Grunert (1986)
- Prof. Bernhard Grzimek (1973)
- Dieter Gütt (1969)
- "Gute Zeiten – Schlechte Zeiten" (1999)
- Torsten René Gutsche (1992)

| Ábécé szerinti tartalomjegyzék                                                                           |
| --- |
| A, Á B C Cs D Dz Dzs E, É F G Gy H I, Í J K L Ly M N Ny O, Ó Ö, Ő P Q R S Sz T Ty U, Ú Ü, Ű V W X Y Z Zs |

### H
- Chris Häberlein (1992)
- Gitte Haenning (1984)
- Larry Hagman (1983)
- Dr. Carl Hahn (1991)
- Herbert Hainer (2003)
- Andreas Hajek (1992)
- Alex Haley (1979)
- Dieter Hallervorden (1981, 2015)
- Peter Handke (1978)
- Tom Hanks (2004)
- Wolf C. Hartwig (1977)
- Lilian Harvey (1967)
- Dagmar Hase (1992)
- David Hasselhoff (1990)
- Bodo Hauser von "Frontal" (1995)
- Leander Haußmann (1996)
- Goldie Hawn (1999)
- Salma Hayek (2012)
- Johannes Heesters (1967, 1987, 1990, 1997, 2003)
- Elke Heidenreich (2003)
- Dr. Dr. Gustav W. Heinernann (1970)
- Heino (1990)
- Dr. Christian Heinz (1994)
- Hans Joachim Heist (2014)
- André Heller (1986)
- Maria és Margot Hellwig (1990)
- Barbara Hendricks (1992)
- Heike Henkel (1991, 1992)
- Christian Henn (1997)
- Audrey Hepburn (1991)
- Jens Heppner (1997)
- Christiane Herzog (1998)
- Hannah Herzsprung (2015)
- Charlton Heston (1964)
- Stefan Heym (1982, 1975, 1990)
- Jupp Heynckes (2013)
- Timo Hildebrand (2003)
- Michael Hilgers (1992)
- Martina Hill (2012, 2014)
- Terence Hill (1975)
- Werner Hinz (1968)
- Heinz Hoenig (1998)
- Christiane Hörbiger (1992)
- Jan Hoet (1992)
- Klaus Hoffmann (1977)
- Reinhard Hoffmeister (1971)
- Nico Hofmann (2014)
- Peter Hofmann (1983, 1990)
- Monika Hohlmeier (1988)
- Johan Joergen Holst (1993)
- Dietmar Hopp (1995)
- Marianne Hoppe (1965)
- Mareile Höppner (2013)
- Guildo Horn (1998)
- Brigitte Horney (1965)
- Whitney Houston (1999)
- Prof. Dr. Jochern Hoyer (1996)
- Rock Hudson (1958, 1960, 1961, 1962, 1963)
- Charly Hübner (2014)
- Heinz Werner Hübner (1973)
- Dr. Ewald Hüls (1998)

### I
- Maybrit Illner (2002)

| Ábécé szerinti tartalomjegyzék                                                                           |
| --- |
| A, Á B C Cs D Dz Dzs E, É F G Gy H I, Í J K L Ly M N Ny O, Ó Ö, Ő P Q R S Sz T Ty U, Ú Ü, Ű V W X Y Z Zs |

### J
- Felix Jaehn (2016)
- Anja Jaenicke (1984)
- Michael Jackson (2002)
- Katerina Jacob (1978)
- Ulla Jacobsson (1956)
- Michael Jakosits (1992)
- Thomas Jansen (2015)
- Günther Jauch (1990, 2001)
- Borisz Jelcin (1991)
- Siegfried Jerusalem (1996)
- Elton John (2004)
- Tom Jones (2000)
- Stefan Jürgens (1994)
- Udo Jürgens (1994, 1999, 2013)
- Harald Juhnke (1970, 1990, 1992)

| Ábécé szerinti tartalomjegyzék                                                                           |
| --- |
| A, Á B C Cs D Dz Dzs E, É F G Gy H I, Í J K L Ly M N Ny O, Ó Ö, Ő P Q R S Sz T Ty U, Ú Ü, Ű V W X Y Z Zs |

### K
- Patricia Kaas (1991)
- Heidi Kabel (1989, 1990, 2004)
- Oliver Kahn (2001)
- Leonard Katzman (1987)
- Jonas Kaufmann (2014)
- Oliver Kegel (1992)
- Sibel Kekilli (2004)
- Marthe Keller (1977)
- The Kelly Family (1995)
- Walter Kempowski (1980)
- Nigel Kennedy (1991)
- Angelique Kerber (2016)
- Hape Kerkeling (1991)
- Hans-Werner Kern kapitány (1997)
- Johannes B. Kerner (2004)
- Ulrich Kienzle of "Frontal" (1995)
- Ben Kingsley (1994)
- Nastassja Kinski (1978)
- Peter Kloeppel (1997)
- Miroslav Klose (2014)
- Alexandra Kluge (1967)
- Dr. Alexander Kluge (1967)
- Heidi Klum (2003, 2015)
- Michael Knauth (1992)
- Hildegard Knef (2001)
- Jörg Knör (1998)
- Gustav Knuth (1967, 1968, 1980)
- Alexander Koch (1992)
- Kerstin Köppen (1992)
- Gaby Köster (1998)
- Hannelore Kohl (1985)
- Teddi Kollek (1989)
- Klaus Wilhelm Kassmann (1971)
- Victor de Kowa (1964)
- Katrin Krabbe (1990)
- Hilde Krahl (1965)
- Peter Kraus (1990)
- Lisa Kreuzer (1978)
- Joachim Król (1994)
- Dr. Hans-Dieter Kronzucker (1979, 1984, 1990)
- Manfred Krug (1984, 1990)
- Diane Kruger (2004)
- Hardy Krüger (2008)
- Mike Krüger (1984, 1990, 1998)
- Sebastian Krumbiegel (2015)
- Ruth Maria Kubitschek (1987)
- Hans-Joachim Kulenkampff (1969)
- Dr. Dietmar Kuhnt (RWE) (2002)
- Anita Kupsch (1990)
- Oliver Kurtz (1992)
- Tobias Künzel (2015)

| Ábécé szerinti tartalomjegyzék                                                                           |
| --- |
| A, Á B C Cs D Dz Dzs E, É F G Gy H I, Í J K L Ly M N Ny O, Ó Ö, Ő P Q R S Sz T Ty U, Ú Ü, Ű V W X Y Z Zs |

### L
- Karl Lagerfeld (1989)
- Philipp Lahm (2014)
- Michael Landon (1969)
- Lang Lang (2014)
- Bernhard Langer (1987)
- Heiner Lauterbach (1997)
- Harald Leipnitz (1968)
- Robert Lembke (1985)
- Ute Lemper (1987)
- Ruth Leuwerik (1953, 1959, 1960, 1961, 1962)
- Alina Levshin (2012)
- Wolfgang Ley (2000)
- Jan Josef Liefers (2003)
- Udo Lindenberg (2016)
- Lindenstraße (1989)
- Astrid Lindgren (1981)
- Patrick Lindner (1991)
- Jürgen von der Lippe (1996)
- Margaret Lockwood (1949)
- Gina Lollobrigida (1957, 1958, 1959, 1960, 1987, 1990)
- Jennifer Lopez (2000)
- Sophia Loren (1961, 1962, 1963, 1964, 1965, 1967, 1968, 1969)
- Giovanni di Lorenzo (1992)
- Joachim Löw (2016)
- Lucilectric (1994)
- Florian Lukas (2003)
- Martin Lüttge (1975)
- Michael Lumley, BBC (1982)

| Ábécé szerinti tartalomjegyzék                                                                           |
| --- |
| A, Á B C Cs D Dz Dzs E, É F G Gy H I, Í J K L Ly M N Ny O, Ó Ö, Ő P Q R S Sz T Ty U, Ú Ü, Ű V W X Y Z Zs |

### M
- Dr. h.c. Lorin Maazel (1983)
- Vanessa-Mae (1995)
- Peter Maffay (1980, 2003)
- Michael Maien (1965)
- Heike Makatsch (1996, 2003)
- Karl Malden (1979)
- Dr. Nelson Mandela (2004)
- Jean Marais (1948, 1955, 1956, 1957)
- Jane March (1992)
- Elyas M'Barek (2014)
- Marianne und Michael (1990)
- Mária dán királyi hercegnő (2014)
- Helmut Markwort (1989)
- Pamela Sue Martin (1984)
- Henry Maske (1995)
- Prof. Kurt Masur (1990)
- Mireille Mathieu (1972, 1973, 1987)
- Torsten May (1992)
- Sabine von Maydell (1975)
- Christian Mayerhöfer (1992)
- Joseph Mazzello (1993)
- MDR (2002)
- Sven Meinhardt (1992)
- Hans Meiser (1993)
- Frederic Meissner (1991)
- Wolfgang Menge (1974)
- Reinhold Messner (2000)
- Michael Metz (1992)
- Christian Meyer (1992)
- Hubert von Meyerinck (1967)
- Ulrike Meyfarth (1984)
- Inge Meysel (1968, 1970, 1971, 1972, 1973, 1990)
- Heiner Michel (1975)
- Julia Migenes (1970)
- Grazia Migliosini (2013)
- Willy Millowitsch (1990, 1992)
- Bernhard Minetti (1993)
- Kylie Minogue (2001)
- Brigitte Mira (1992)
- Cameron Mitchel (1970)
- Rosi Mittermaier (1977, 1990)
- Modern Talking (1998)
- Liz Mohn (1996)
- Karl Moik (1990)
- John de Mol Jr. (2000)
- Linda de Mol (1992)
- Ursela Monn (1979)
- Yves Montand (1976)
- Roger Moore (1973, 1990)
- Bruno Moravetz (1980)
- Tobias Moretti (2015)
- Giorgio Moroder (1984, 1988)
- Ruth Moschner (2015)
- Dr. Motte (1999)
- Ulrich Mühe (1992)
- Kerstin Müller (1992)
- Marius Müller-Westernhagen (1992)
- München városa (1992)
- Gerd K. Müntefering (1973)
- Kristina Mundt (1992)
- Ornella Muti (1981)
- Anne-Sophie Mutter (1987)
- Anna Maria Mühe (2016)

| Ábécé szerinti tartalomjegyzék                                                                           |
| --- |
| A, Á B C Cs D Dz Dzs E, É F G Gy H I, Í J K L Ly M N Ny O, Ó Ö, Ő P Q R S Sz T Ty U, Ú Ü, Ű V W X Y Z Zs |

### N
- N'Sync (1997)
- Xavier Naidoo (2015)
- Werner Nekes (1968)
- Német Kenu Szövetség csapata (2004)
- Német labdarúgó válogatott (1996)
- Német női labdarúgó válogatott (2003)
- No Angels (2001)
- Mirco Nontschew (1994)
- Friedrich Nowottny (1976)

### O
- Dr. Emil Obermann (1978)
- Uwe Ochsenknecht (1992)
- Erik Ode (1970, 1971, 1972, 1975)
- Thomas Ohrner (1980)
- One Direction (2012)
- Rita Ora (2015)
- Catherine Oxenberg (1986)
- Ismail Öner (2013)

| Ábécé szerinti tartalomjegyzék                                                                           |
| --- |
| A, Á B C Cs D Dz Dzs E, É F G Gy H I, Í J K L Ly M N Ny O, Ó Ö, Ő P Q R S Sz T Ty U, Ú Ü, Ű V W X Y Z Zs |

### P
- Ulrich Papke (1992)
- Doris Papperitz (1990)
- Maria Paudler (1968)
- Gregory Peck (1953)
- Wolfgang Penk (1984)
- Uwe Peschel (1992)
- Birgit Peter (1992)
- Wolfgang Petersen (1984, 1995, 1997)
- Kai Pflaume (2003)
- Rosamunde Pilcher (1997)
- Michele Placido (1989)
- Christina Plate (1988)
- Ulrich Pleitgen (1994)
- Teddy Podgorski (1980)
- Kalle Pohl (1998)
- Frank Pope (2016)
- Ramona Portwich (1992)
- Sabine Postel (1994)
- Franka Potente (1998)
- Tyrone Power (1952)
- Rudolf Prack (1949, 1950)
- Josefine Preuß (2014)
- Jürgen Prochnow (1988)
- Uwe Proske (1992)
- Liselotte Pulver (1963, 1964, 1965, 1967, 1968, 1990)
- Pur (együttes) (1996)

### Q
- Will Quadflieg (1995)
- Freddy Quinn (1959, 1960)

| Ábécé szerinti tartalomjegyzék                                                                           |
| --- |
| A, Á B C Cs D Dz Dzs E, É F G Gy H I, Í J K L Ly M N Ny O, Ó Ö, Ő P Q R S Sz T Ty U, Ú Ü, Ű V W X Y Z Zs |

### R
- Wolfgang Rademann (1982, 1985, 1990, 2015)
- Friedrich Wilhelm Räuker (1984)
- Eros Ramazzotti (1997)
- Klaus Rathert (1998)
- Carolin Reiber (1987, 1990)
- Marcel Reich-Ranicki (1989)
- Herbert Reinecker (1969)
- Ulrich Reinthaller (1995)
- Christopher Reitz (1992)
- Silke Renk (1992)
- Brian Rennie (2000)
- "Report"-editors Baden-Baden (1983)
- Wladimir Resnitschenko (1992)
- Michael Rich (1992)
- Ariana Richards (1993)
- Dr. Rudolf Rieder (1997)
- Katja Riemann (1994)
- Helmut Ringelman (1975)
- Riverdance (1998)
- Pernell Roberts (1969)
- Armin Rohde (2003)
- Rökk Marika (1948, 1968, 1987, 1990, 1998)
- Joachim Roering (1968)
- Annie Rosar (1961)
- Nico Rosberg (2014)
- Hans Rosenthal (1973)
- Petra Roßner (1992)
- Anneliese Rothenberger (1971, 1974)
- Ruder-Achter (1988)
- Thomas Rühmann (2014)
- Heinz Rühmann (1962, 1963, 1964, 1965, 1967, 1968, 1969, 1971, 1972, 1973, 1978, 1984)
- Gerd Ruge (1970, 1971)
- Tina Ruland (1994)
- Karl-Heinz Rummenigge (1981)
- Jennifer Rush (1988)
- 7 Tage – 7 Köpfe ("7 Days – 7 Heads") (1998)

| Ábécé szerinti tartalomjegyzék                                                                           |
| --- |
| A, Á B C Cs D Dz Dzs E, É F G Gy H I, Í J K L Ly M N Ny O, Ó Ö, Ő P Q R S Sz T Ty U, Ú Ü, Ű V W X Y Z Zs |

### S
- Stefan Saliger (1992)
- Jil Sander (1997)
- Sasha (1999)
- Katrin Sass (2003)
- Telly Savalas (1975)
- Marianne Sägebrecht (1989)
- Dr. Wolfgang Schäuble (1991, 2015)
- Dr. Antje Schaeffer-Kühnemann (1982)
- Michael Schanze (1973, 1980, 1990)
- Max Schautzer (1990)
- Dr. Mildred Scheel (1976)
- Karla Schefter (2001)
- Maria Schell (1951, 1952, 1953, 1954, 1955, 1956, 1957, 1987)
- Maria Schell és Maximilian Schell (2002)
- Heinz Schenk (1990)
- Prof. Grete Schickedanz (1992)
- Claudia Schiffer (1991)
- Tom Schilling (2013, 2015)
- Max Schmeling (1990, 1999)
- Birgit Schmidt (1992)
- Harald Schmidt (1993, 1997)
- Sybille Schmidt (1992)
- Arno Schmitt (1992)
- Anna Christine Schmitz (1994)
- Eberhard Schoener (1992)
- Peter Scholl-Latour (1974, 1980, 1990)
- Günther Schramm (1970, 1971, 1972, 1975)
- Margarethe Schreinemakers (1992)
- Jürgen Schrempp (2004)
- Olaf Schubert (2014)
- Der Schuh des Manitu (2001)
- Michael Schumacher (1993, 2014)
- Ralf Schumann (1992)
- Tanja Schumann (1994)
- Arnold Schwarzenegger (1996)
- Til Schweiger (1994, 2015)
- Matthias Schweighöfer (2013)
- Esther Schweins (1994)
- Bastian Schweinsteiger (2016)
- Hanna Schygulla (1981, 1984)
- Seal (2004)
- Uwe Seeler (1971)
- Rolf Seelmann-Eggebert (1992)
- Silvia Seidel (1988)
- Rudolf Seiters (1990)
- Wolfgang Sell (2014)
- Manfred Sellge (1975)
- Kamilla Senjo (2013)
- Omar Sharif (1969)
- Ralph Siegel (1980)
- Siegfried & Roy (1991)
- Heinz Sielmann (1983, 1990)
- Florian Silbereisen (2016)
- Jean Simmons (1950)
- Heide Simonis (1993)
- Sabine Sinjen (1958, 1959)
- Hella von Sinnen (1990)
- Giuliana de Sio (1987)
- Erich Sixt (1998)
- Mark Slade (1970)
- Hans Söhnker (1965)
- Elke Sommer (1967, 1968)
- Ursula Späth (1987)
- Jutta Speidel (1978)
- Ingo Spelly (1992)
- Bud Spencer (1975)
- Spice Girls (1997)
- Spider Murphy Gang (1983)
- Ingrid Steeger (1990)
- Michael Steinbach (1992)
- Stefan Steinweg (1992)
- Bernd Stelter (1998)
- Michael Stenger (2014)
- Amii Stewart (1980)
- Dr. Edmund Stoiber (1993)
- Prof. Dieter Stolte (1983)
- Günter Strack (1988, 1990)
- Jean-Marie Straub (1968)
- Gabriele Strehle (2002)
- Devid Striesow (2016)
- Robert Stromberger (1981)
- Christina Stürmer (2015)
- Alexa Maria Surholt (2014)
- Prof. Dr. Rita Süssmuth (1988)
- Hilary Swank (2015)
- Anvar Szadat (1978)

| Ábécé szerinti tartalomjegyzék                                                                           |
| --- |
| A, Á B C Cs D Dz Dzs E, É F G Gy H I, Í J K L Ly M N Ny O, Ó Ö, Ő P Q R S Sz T Ty U, Ú Ü, Ű V W X Y Z Zs |

### T
- "Tagesschau"-Redaktion (1971)
- Horst Tappert (1979, 1990, 1998)
- Elizabeth Taylor (1968)
- Sabriye Tenberken (2000)
- Jan-Peter Tewes (1992)
- Andreas Tews (1992)
- Monica Theodorescu (1992)
- Charlize Theron (2000)
- Wim Thoelke (1970)
- Dr. Helmut Thoma (1990)
- Friedrich von Thun (1999)
- Uma Thurman (2014)
- Andreas Toba (2016)
- Shania Twain (2004)
- Tom Toelle (1971)
- Vico Torriani (1990, 1995)
- Georg Totschnig (1997)
- Cordula Trantow (1963)
- (T)Raumschiff Surprise (2004)
- Georg Stephan Troller (1990)
- Ulrich Tukur (2012)
- Staff Sergeant Inga Tüxen (1997)
- Dietlinde Turban (1983)

| Ábécé szerinti tartalomjegyzék                                                                           |
| --- |
| A, Á B C Cs D Dz Dzs E, É F G Gy H I, Í J K L Ly M N Ny O, Ó Ö, Ő P Q R S Sz T Ty U, Ú Ü, Ű V W X Y Z Zs |

### U
- U2 (2014)
- Nadja Uhl (2003, 2013)
- Susanne Uhlen (1976)
- Liv Ullmann (1976)
- Jan Ullrich (1997, 2003)
- Luise Ullrich(1963)
- Nicole Uphoff (1992)
- Peter Ustinov (1994)

### V
- Caterina Valente (1990, 1995)
- Harry Valérien (1972, 1979, 1990)
- Diego della Valle (2001)
- Marie Versini (1967)
- Dr. Bernhard Vogel (1984)
- Stephan Volkert (1992)
- Rudi Völler (2002)
- Donatella Versace (2004)

| Ábécé szerinti tartalomjegyzék                                                                           |
| --- |
| A, Á B C Cs D Dz Dzs E, É F G Gy H I, Í J K L Ly M N Ny O, Ó Ö, Ő P Q R S Sz T Ty U, Ú Ü, Ű V W X Y Z Zs |

### W
- Otto Waalkes (1976, 1982, 1985, 1990, 2015)
- Prof. Dr. Dr. Heinrich Wänke (1997)
- Andrzej Wajda (1973)
- Luggi Waldleitner (1979)
- Fritz Walter (1990)
- Andreas Walzer (1992)
- Markus Wasmeier (1994)
- Tim Wassmann (1999)
- Andrew Lloyd Webber (1987)
- Jürgen Weber (1994, 2003)
- Peter Weck (1984, 1990)
- Dr. Dieter Wedel (2002)
- Thorsten Weidner (1992)
- Oliver Welke (2014)
- Nora Weisbrod (2014)
- Ingo Weißenborn (1992)
- Wim Wenders (1977)
- Horst Wendlandt (1987)
- Elmar Wepper (1990)
- Fritz Wepper (1970, 1971, 1972, 1975, 1990)
- "Wer wird Millionär?"-Special ("Who Wants to Be a Millionaire?") (2004)
- Helmut Werner (1996)
- Isabell Werth (1992)
- Paula Wessely (1963)
- Vivienne Westwood (1996)
- Jack White (1985)
- Bernhard Wicki (1962)
- Thekla Carola Wied (1984, 1990)
- Mathias Wieman (1965)
- Kim Wilde (1993)
- Robbie Williams (2013, 2016)
- Andre Willms (1992)
- Hans Günther Winkler (1990)
- Franz Peter Wirth (1970)
- Daniel Wirtz (2015)
- Katarina Witt (1988)
- Gunther Witte (2013)
- Christine Wodetzky (1979)
- Dr. Edmund Wolf (1976)
- David Wolper (1984)
- Sönke Wortmann (1994)
- Klausjürgen Wussow (1985)
- "Wünsch Dir was!" Team (1972)

| Ábécé szerinti tartalomjegyzék                                                                           |
| --- |
| A, Á B C Cs D Dz Dzs E, É F G Gy H I, Í J K L Ly M N Ny O, Ó Ö, Ő P Q R S Sz T Ty U, Ú Ü, Ű V W X Y Z Zs |

### Z
- Erik Zabel (1997)
- Helmut Zacharias (1995)
- Peter von Zahn (1990)
- Udo Ziehm (1999)
- Sonja Ziemann (1950, 1990)
- Eduard Zimmermann (1990)
- Fred Zimmermann (1978)
- Dr. Klaus Zumwinkel (2000)

## Fordítás
Ez a szócikk részben vagy egészben  a   Bambi (Auszeichnung) című német Wikipédia-szócikk ezen változatának fordításán alapul.  Az eredeti cikk szerkesztőit annak laptörténete sorolja fel. Ez a jelzés csupán a megfogalmazás eredetét és a szerzői jogokat jelzi, nem szolgál a cikkben szereplő információk forrásmegjelöléseként.